# Now We Are Six (album)
Pour le recueil de poèmes de A. A. Milne, voir Now We Are Six.
Albums de Steeleye Span
Parcel of Rogues
(1973) Commoners Crown
(1975)
Now We Are Six est un album studio du groupe de folk rock britannique Steeleye Span. Il est sorti en mars 1974 sur le label Chrysalis Records.
Le titre de l'album, repris d'un recueil de poèmes de A. A. Milne, fait à la fois allusion au fait qu'il s'agit du sixième album du groupe et que celui-ci compte pour la première fois six membres avec l'arrivée du batteur Nigel Pegrum (en). Produit par Ian Anderson de Jethro Tull, il est enregistré avec la participation de David Bowie au saxophone sur la reprise de To Know Him Is to Love Him de Phil Spector.

## Titres
| 1. | Seven Hundred Elves | version anglaise de la ballade danoise Eline af Villenskov | 5:11 |
| 2. | Drink Down the Moon | Roud Folk Song Index nos 290, 1506 et 5407                 | 6:21 |
| 3. | Now We Are Six      | Roud Folk Song Index no 20174                              | 2:17 |
| 4. | Thomas the Rhymer   | Roud Folk Song Index no 219, Child Ballads (en) no 37      | 6:44 |

| 5.  | The Mooncoing Jig             | chanson traditionnelle                            | 3:50 |
| 6.  | Edwin                         | Roud Folk Song Index no 182                       | 4:40 |
| 7.  | Long-a-Growing                | Roud Folk Song Index no 31                        | 4:02 |
| 8.  | Two Magicians (en)            | Roud Folk Song Index no 1350, Child Ballads no 44 | 4:23 |
| 9.  | Twinkle, Twinkle, Little Star | chanson traditionnelle                            | 1:32 |
| 10. | To Know Him Is to Love Him    | Phil Spector                                      | 2:40 |

## Musiciens
- Maddy Prior : chant
- Tim Hart (en) : chant, guitare électrique, guitare acoustique, dulcimer électrique, banjo
- Peter Knight (en) : chant, violon, mandoline, banjo ténor, guitare acoustique, piano
- Bob Johnson (en) : chant, guitare électrique, guitare acoustique, synthétiseur
- Rick Kemp (en) : chant, basse, guitare acoustique
- Nigel Pegrum (en) : batterie, tambourin, hautbois, flûte à bec, synthétiseur
- David Bowie : saxophone alto sur To Know Him Is to Love Him